# Domenico Blasucci
Venerabile Domenico Blasucci (Ruvo del Monte, 5 marzo 1732 – Materdomini, 2 novembre 1752) è stato un religioso italiano, fratello confesso dei redentoristi.

## Biografia
Figlio di Nicola, che morì ad appena tre anni dalla sua nascita, e di Maria Antonia Carnevale, fratello di 3 maschi e 6 femmine, parve morire dopo pochi mesi, ma si salvò e la sua ripresa fu ritenuta miracolosa.  La vocazione per la vita religiosa si manifesta nel 1747 in occasione della predicazione di un padre minore conventuale e ancora nel 1748, dopo una missione dei vincenziani nel suo paese. 
L'anno seguente viene a conoscenza di una congregazione missionaria fondata nel 1932 dal sacerdote Alfonso Maria de' Liguori e approvata dal papa in quello stesso anno. Dopo aver chiesto con suppliche di essere accolto tra i redentoristi, viene ricevuto il 24 dicembre 1749 come novizio nella casa di Ciorani. Il 2 febbraio 1750 indossa per la prima volta il suo abito religioso. Già istruito in età adolescienziale da uno zio arciprete, nel 1751 inizia a studiare teologia a Pagani. Successivamente incontra il confratello Gerardo Maiella a Deliceto, del quale diventa molto amico dopo averlo liberato, in modo ritenuto prodigioso, dalle sue angosce. Ammalatosi di tisi, dopo quasi due anni muore il 2 novembre 1752 a Materdomini, frazione di Caposele. La salma rimane in chiesa per altri due giorni dopo i funerali, per poi esservi tumulata in una roccia dove si trova la Madonna della Potenza. Il 26 novembre successivo un'altra cerimonia ha luogo nella casa religiosa di Pagani e, nell'elogio funebre, viene presentato come modello e anima dell'Istituto.

## Importanza storica
Fin dal 1812 vengono date alle stampe le testimonianze coeve sulla vita del religioso, a cura dei redentoristi Giuseppe Landi e Antonio Maria Tannoja.
Per le sue virtù eroiche, l'esempio del giovane Domenico fu di impulso, insieme a quelli di altri confratelli come Gerardo Maiella, Cesare Sportelli e Paolo Cafaro e di suor Maria Celeste Crostarosa, alle vocazioni nel periodo in cui ancora viveva Alfonso Maria de' Liguori.  In particolare sia il Maiella che il Blasucci, nonostante il Liguori raccomandasse di non abusare del corpo nella penitenza, praticarono l'ascetismo in modo tale da impressionare la cultura rurale e pastorale del Sud. Lo stesso fratello maggiore Pietro Paolo entrò nella congregazione poco prima del decesso di Domenico, divenendo anni dopo superiore generale.
Il processo di beatificazione è stato avviato nel 1893, con causa introdotta nel 1907, dopo che il 23 maggio 1906 papa Pio X lo aveva proclamato "venerabile". Il 12 dicembre 1922 viene confermata la validità del processo di beatificazione e canonizzazione. Dal 5 gennaio 2003 la salma del venerabile si trova nella navata sinistra del Santuario di San Gerardo Maiella.

### Iconografia
Il religioso è ritratto in opere esposte in numerosi luoghi d'Europa: Ruvo del Monte, Materdomini (Caposele) (santuario di San Gerardo Maiella), Pagani (basilica di Sant'Alfonso), Napoli (zona Tarsia), Torre del Greco, Francavilla Fontana, Roma (Chiesa di Sant'Alfonso all'Esquilino e Casa Generalizia della Congregazione), Cortona, Bruges, Roeselare e Muro Lucano (concattedrale di San Nicola).